# Egg punk
Egg punk és un subgènere del punk rock que va sorgir durant la dècada de l'any 2010. És un microgènere basat en Internet basat en bandes amb un estil de gravació de baixa fidelitat i un to satíric. El gènere està influenciat per la banda de new wave Devo i històricament es coneix com a Devo-core. Els orígens de l'egg punk s'atribueixen tant a una comunitat d'artistes de punk rock nord-americà del mig oest d'autproducció de principis de la dècada de 2010, inclosos The Coneheads i Lumpy and the Dumpers, com a la seva posterior caracterització com a "egg punk" per una sèrie de memes d'Internet que van circular a finals dels anys 2010.

## Característiques
La música egg punk està influenciada per l'ethos de l'autoproducció de la subcultura punk, caracteritzada per l'ús de mètodes d'enregistrament i mescla mínims o de baixa fidelitat i portades d'àlbums dibuixades a mà o collage. També descrit com a Devo-core, el gènere està molt influenciat per la música de la banda de new wave Devo com a influència tant estètica com estilística. Pitchfork va descriure el gènere com a "subversiu", "experimental" i caracteritzat per "lletres iròniques i teclats barats". John Robb va escriure que el subgènere consistia en "cançons de punk rock ràpid perfectament 'mal' enregistrades", amb "melodia de garatge amb guitarres nervioses de jitterbug i, fins i tot, de vegades sintetitzadors barats" i s'orientava a "trencar amb la seriositat del punk de vegades en lloc d'abraçar-se, i es definien com a nerds introvertits, dimonis del soroll alienígena i comportament maníac i ximple".

## Història
La nomenclatura de l'egg punk es basava a Internet i es va originar a partir d'una sèrie de mems d'Internet que van circular el 2017 que proposaven un espectre de música punk rock entre "egg punk" i "chain punk". El meme pretenia distingir entre el tradicionalisme i l'agressivitat del "punk en cadena" amb l'enfocament més experimental i satíric del "punk d'ou". El microgènere descriu una sèrie de bandes de punk rock actives a principis dels anys 2010 a l'oest mitjà dels Estats Units, centralment la banda d'Indiana The Coneheads, fundada el 2013 i liderada per Mark Winter, i la banda de St. Louis Lumpy and the Dumpers, la banda de la qual el líder, Martin Meyer, distribuiria enregistraments de casset similars sota el segell Lumpy Records. Altres bandes del Midwest que van adoptar un enfocament similar van incloure Uranium Club a Minneapolis i Warm Bodies a Kansas City. El to i l'estil satírics d'aquestes bandes s'han considerat com una resposta a les bandes tradicionals "chain punk" de l'escena local que es considerava que es prenien la seva música i missatge massa seriosament. L'augment de la visibilitat de l'escena egg punk es va atribuir a la distribució de cintes de casset a YouTube per part de l'usuari monònim Jimmy. També s'ha suggerit que la pandèmia de coronavirus el 2020 va facilitar l'adopció de l'egg punk, ja que els músics tenien més temps i menys recursos per crear música, la qual cosa va provocar una major obertura a un enfocament de bricolatge. L'egg punk s'ha estès fora del Midwest a diverses regions, inclosa l'escena punk australiana.